# White Light/White Heat: Velvet Underground den po dni
White Light/White Heat: Velvet Underground den po dni (v anglickém originále White Light/White Heat: The Velvet Underground Day-by-Day) je kniha amerického spisovatele Richieho Unterbergera. Původně vyšla v roce 2009 (nakladatelství Jawbone Press) a do češtiny byla přeložena Petrem Ferencem (Volvox Globator, 2012). Široce se zabývá americkou experimentální hudební skupinou The Velvet Underground, a to od narození jednotlivých členů, přes jejich dětství a kariéry před vstupem do kapely, až po aktivity související se skupinou mnoho let po jejím zániku. Největší část je věnována období, kdy kapela původně vystupovala (druhá polovina šedesátých let).